# Piero Calamandrei
Piero Calamandrei (Florencia, 21 de abril de 1889-Florencia, 27 de septiembre de 1956) fue un jurista, político y periodista italiano, considerado como uno de los padres de la Constitución de 1948. 
Obtuvo su título de abogado en la universidad de Pisa en 1912; en 1915 fue nominado por concurso público profesor de derecho procesal civil en la Universidad de Mesina; en 1918 fue llamado a la Universidad de Módena, en 1920 a la de Siena y en 1924 a la nueva Facultad de derecho de Florencia, donde tuvo hasta su muerte la cátedra de derecho procesal civil. 
Su fama se debe tanto a su obra política como a su obra jurídica como procesalista.

## Biografía
Participó en la Primera Guerra Mundial como oficial voluntario combatiente del 218° Regimiento de Infantería; empezando la guerra con el grado de capitán y fue sucesivamente promovido hasta teniente coronel. Poco después de la instauración del fascismo fue parte del consejo directivo de la «Unión Nacional» fundada por Giovanni Amendola. Durante el periodo fascista fue uno de los pocos profesores que no iba a la iglesia, continuando formando parte del movimiento clandestino.
Contrario a la entrada de Italia en la Segunda Guerra Mundial junto con Alemania, en 1941 se unió al Movimiento Justicia y Libertad y un año después fue uno de los fundadores del Partido de Acción junto con Ferruccio Parri, Ugo La Malfa y otros. Durante este período (1939-1945) mantuvo un diario, publicado en 1982.
En mayo de 1943, Calamandrei, acusado de derrotismo por un colega que acababa de regresar del frente, fue convocado a la estación de policía para ser interrogado. Calamandrei negó las objeciones y el caso le interesó al nuevo ministro de Gracia y Justicia, Alfredo De Marsico, quien le garantizó protección con el propio Mussolini. El mismo Arrigo Serpieri, rector de la Universidad de Florencia, también envió una carta al Ministerio de Educación Nacional el 17 de mayo, invitándole al Ministro a no tomar decisiones apresuradas en el caso de Calamandrei.
El 31 de agosto de 1943, inmediatamente después de la caída del fascismo, fue nombrado Rector de la Universidad de Florencia, pero después del armisticio del 8 de septiembre de 1943 abandonó Florencia por precaución, se mudó primero a Treggiaia y luego renunció como rector el 2 de octubre. Más tarde se mudó a Collicello Umbro, donde permaneció hasta la liberación de Roma. Después de la liberación de Florencia, regresó a su ciudad en el verano y reanudó el siguiente septiembre para ejercer su papel de rector de la universidad. Mientras tanto, también recibió una orden de arresto de las autoridades de la República Social Italiana. Su hijo Franco fue a partir de este período un militante activo en el Partido Comunista Italiano. Calamandrei también fue autor de numerosos poemas y epígrafes que celebran el mito de la resistencia.

## Obra académica
Junto con Francesco Carnelutti y Enrico Redenti fue uno de los principales inspiradores del Código de Procedimiento Civil de 1940. En ese Código no es cierto que se plasmaran las enseñanza de Giuseppe Chiovenda. Es el autor de la Relazione que precede a ese Código el más fascista de la época musoliniana. Dimite como profesor universitario para no suscribir una carta de sumisión «duce», como le exigía el Rector de ese entonces.
Presidente del Consejo nacional forense desde 1946 hasta su muerte, hizo parte de la Consulta Nazionale y de la Constituyente, en representación del Partito d'Azione. Participó activamente en los trabajos parlamentarios como integrante de la Junta delle elezioni de la comisión de investigación y de la Comisión para la Constitución. Sus intervenciones en los debates de la Asamblea tuvieron gran resonancia, especialmente en su discurso sobre el piano general de la Constitución, sugli accordi lateranensi, sobre la indisolubilidad del matrimonio, sobre el poder judicial. En 1948 fue diputado por «Unidad socialista». En 1953 tomó parte en la fundación del movimiento de «Unidad Popular» junto a Ferruccio Parri, Tristano Codignola, entre otros.
Director del Instituto de derecho procesal comparado de la Universidad de Florencia, director con Francesco Carnelutti de la «Revista de derecho procesal», con Finzi, Lessona e Paoli de la revista «El Foro toscano» y con Alessandro Levi del «Comentario sistemático de la Constitución italiana», y en abril de 1945 fundó la revista político-literaria «El Puente».

### Algunas publicaciones

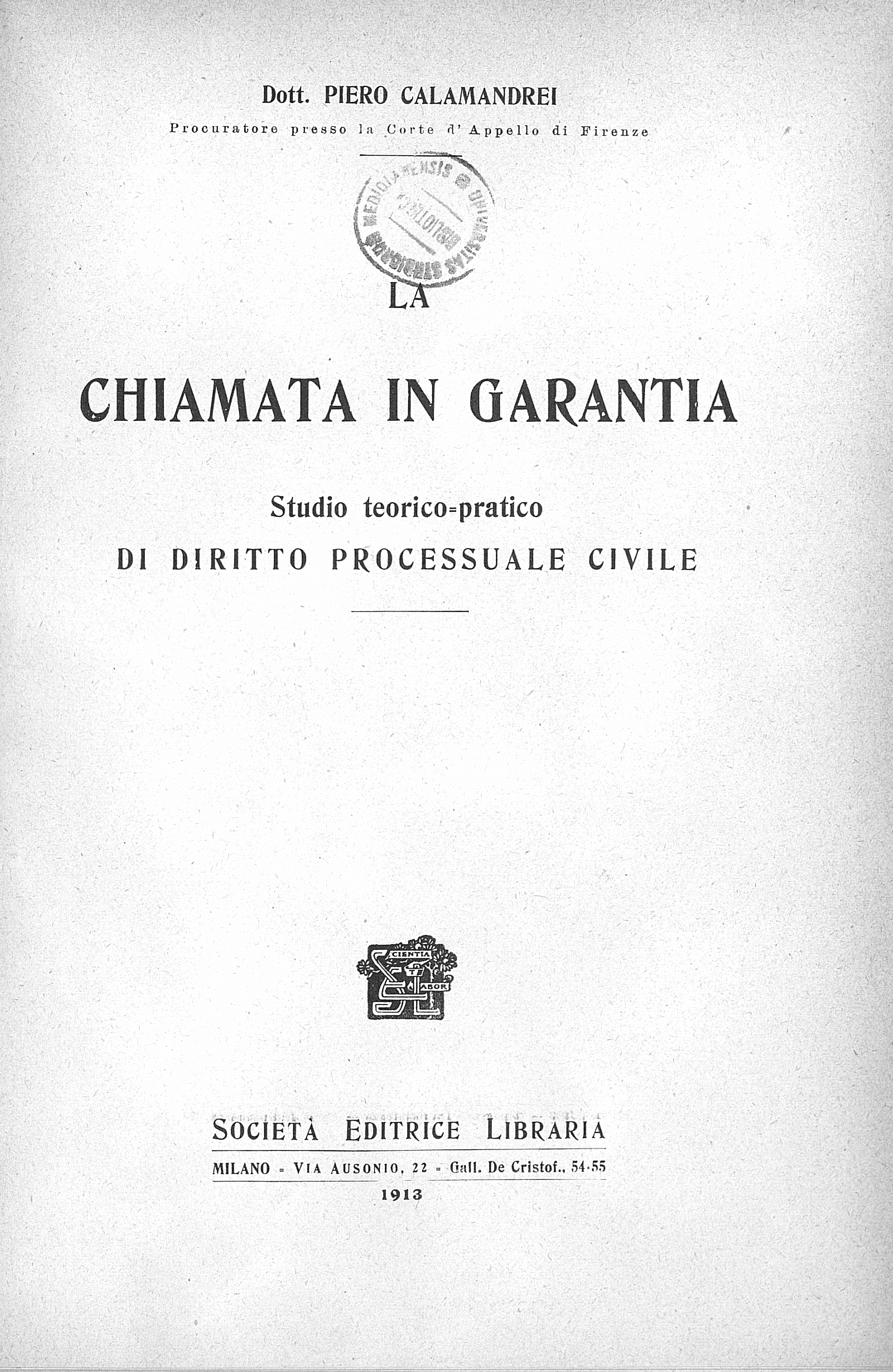
Chiamata in garantia, 1913

- Scritti ed inediti celliniani, Firenze, La Nuova Italia, 1971
- La burla di primavera con altre fiabe, Palermo, Sellerio, 1987
- In difesa dell'onestà e della libertà della scuola, Palermo, Sellerio, 1994
- Diario (1939-1945). Vol.1: 1939-1941, Firenze, La Nuova Italia, 1997
- Elogio dei giudici, scritto da un avvocato, Firenze, ponte alla grazie, 1999
- La Costituzione e leggi per attuarla, Milano, Giuffré, 2000
- Inventario della casa di campagna, Montepulciano (SI), Le Balze, 2001
- Costruire la democrazia. Premesse alla Costituente, Montepulciano (SI), Le Balze, 2004
- Futuro prossimo. Testi inediti 1950, Montepulciano (SI), Le Balze, 2004
- Costituzione e le leggi di Antigone, Firenze, Sansoni, 2004
- Ada con gli occhi stellanti"- lettere 1908-1914, Palermo, Sellerio 2005
- Uomini e città della resistenza, Roma-Bari, Laterza 2006
- Zona di guerra- Lettere e scritti, (1915-1924), Roma- Bari, Laterza 2007.
- Una famiglia in guerra - Lettere e scritti (1939-1956), con Franco Calamandrei, Roma-Bari, Laterza, 2008.
- Fede nel diritto, Roma-Bari, Laterza, 2008.
- Eduquer, résister, 5 conferencias, discursos y prefacios por Piero Calamandrei de 1921 a 1956
- Contributions à la revue "Conférence":

- "Les œuvres d'art en Italie et la guerre", revue Conférence, N.º 36, primav. 2013
- "Promenades avec Pancrazi", revue Conférence, N.º 32, primav. 2011
- "retour de l'université florentine à la liberté", revista Conférence, N.º 30-31, primav.-otoño 2010
- "ville en rêve", revista Conférence, N.º 29, otoño 2009
- "inventaire d'une maison de campagne" (extractos) revista Conférence, N.º 29, otoño 2009
- "lettres à son fils", conferencia, N.º 29, otoño 2009